# آنا چپلوا
آنا چپلوا (روسی: Анна Сергеевна Чепелева؛ زادهٔ ۲۶ ژوئیهٔ ۱۹۸۴) ژیمناست هنری اهل روسیه است.